# Wilhelm Hase von Waldeck

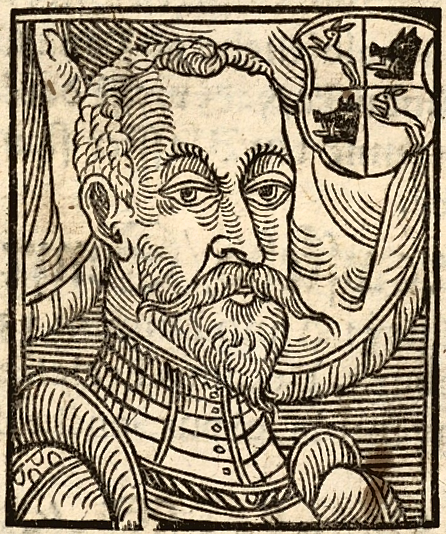
Holzschnitt mit Darstellung von Wilhelm Hase von Waldeck in B. Paprock. Diadochos id est svccessio, 1602.

Wilhelm Hase von Waldeck (tschechisch Vilém Zajíc z Valdeka; † 9. Oktober 1319) war ein böhmischer Adeliger und Politiker.

## Leben
Nach dem Tod des letzten Přemysliden griff Hase von Waldeck, Sohn des Zbyslav von Techebon (Zbyslav z Třebouně) in den Jahren 1306 bis 1310 in den Kampf um den böhmischen Thron ein. Er vertrat dabei die Interessen des Heinrich von Kärnten und gehörte damit zu erklärten Gegnern des Rudolf III. von Habsburg.
Nach dem Tod des Habsburgers und der Machtübernahme durch Heinrich nahm Wilhelm an Kämpfen mit Söldnern gegen den König teil und schlug sich auf die Seite der Adelsstände, welche die Ansprüche Elisabeths von Böhmen auf die Krone unterstützten. Nach ihrer Heirat mit Johann von Luxemburg übernahm Wilhelm Hase von Waldeck die Führung des böhmischen Adels, der die Ansprüche des Luxemburgers unterstützte. Zusammen mit der Königin gelang es ihm den Luxemburger von der Gefahr zu überzeugen, die von der Opposition ausging, welche angeführt wurde durch Heinrich von Leipa. Er wurde bevollmächtigt diesen zu inhaftieren. Als Belohnung erhielt er dessen Posten als Kämmerer, den er von 1315 bis 1317 bekleidete. Das Vertrauen der Königin ging so weit, dass sie ihm auch ihren Sohn Wenzel, später Karl IV. anvertraute.
1318 und 1319 wurde er zum höchsten Marschall ernannt. Er beteiligte sich jedoch am Kampf der böhmischen Adeligen gegen den König, der sich selbst kaum in Böhmen aufhielt. Es dauerte dann auch nicht lange, bis die Herren um Heinrich von Leipa den König davon überzeugten, dass Wilhelm Hase von Waldeck und Königin Elisabeth gegen ihn ein Komplott schmiedete, in dem sie den jungen Wenzel auf dessen Thron befördern und in seinem Namen die Herrschaft übernehmen wollten. Johann trennte daraufhin die Mutter von ihren Kindern und ließ seine Frau auf ihrer Burg Loket/Elbogen belagern, die von Hase von Waldeck beschützt wurde. Das Königspaar versöhnte sich wieder, die Stellung des Wilhelm Hase von Waldeck litt jedoch darunter und er verlor seine Posten an seinen Gegner Heinrich von Leipa. Im Juli 1319 verweigerten die Bürger der Prager Altstadt König Johann den Einlass, woraufhin es zu militärischen Auseinandersetzungen zwischen dem König und seinen hochadeligen böhmischen Gefolgsleuten und den Pragern, die Königin Elisabeth in ihre Mauern geholt hatten. Wilhelm Hase von Waldeck befand sich hier erneut auf der Seite der Königin und verteidigte die Prager Tore gegen den König.
Wilhelm taucht 1319 nochmals als Befehlshaber des böhmischen Heeres auf, das dem deutschen König und späteren Kaiser Ludwig von Bayern als Unterstützung abkommandiert wurde. In einer der Schlachten fiel Hase von Waldeck.